# Mendoza (Argentinien)

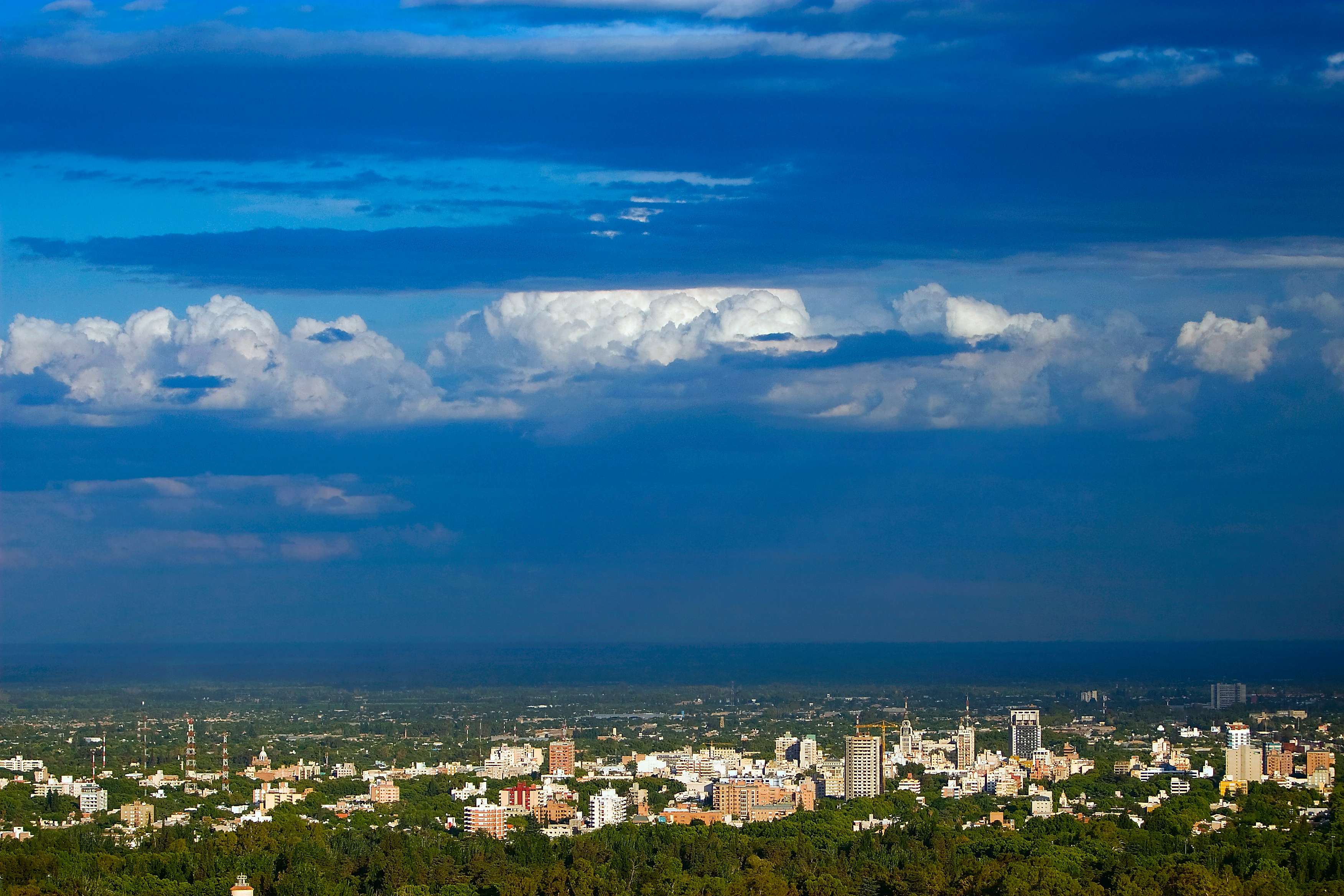
Blick vom Cerro De La Gloria auf Mendoza

Mendoza ist die etwa 120.000 Einwohner zählende Hauptstadt der gleichnamigen Provinz im Westen Argentinien; ihre Agglomeration Gran Mendoza hat ungefähr 1,2 Millionen Einwohner. Die Stadt und ihr Umland sind bekannt für den Weinbau. Heute ist Mendoza eine moderne „Oasenmetropole“, alle Grünflächen werden künstlich bewässert.

## Lage und Klima
Mendoza liegt am Zusammenfluss zweier Bäche auf gut 760 m Höhe im zentralen Westen Argentiniens am Fuß der Anden, die mit dem etwa 80 km (Luftlinie) westlich der Stadt gelegenen Berg Aconcagua (6961 m) die höchste Erhebung aufweisen. Südlich der Stadt fließt der Río Mendoza. Die Landschaft ist eine karge Trockensteppe, die aber in der näheren Umgebung der Stadt bewässert wird, so dass Weinbau möglich wird. Die Landschaft, in der Mendoza liegt, wird auch als Cuyo bezeichnet. Das Klima ist weitgehend trocken und sonnig und von den Temperaturen her gemäßigt; Regen (ca. 220 mm/Jahr) fällt überwiegend im Sommer von Dezember bis Februar.

## Geschichte
Die Stadt wurde im Jahr 1561 von Pedro del Castillo gegründet und nach García Hurtado de Mendoza, dem Gouverneur von Chile benannt. Sie blieb aber lange eine unbedeutende Kleinstadt. Im Jahr 1817 brach General José de San Martín, seit 1813 Gouverneur von Cuyo, in Las Heras, Mendoza, mit seiner Revolutionsarmee auf, um die Anden zu überqueren und für die Befreiung Chiles und Perus von der Kolonialherrschaft zu kämpfen.
Am 20. März 1861 zerstörte ein Erdbeben die Stadt vollständig, so dass heute aus der Kolonialzeit nur noch die Ruinen der Kirche des Hl. Franziskus erhalten sind. Bei dem Beben mussten etwa 6.000 der 18.600 Einwohner, also rund ein Drittel der Bewohner, ihr Leben lassen. Zwei Jahre später wurde die Stadt erneut aufgebaut. Mendoza hatte am Ende des 19. Jahrhunderts eine Ackerbauschule, lebhaften Handel und im Jahr 1882 wieder 18.200 Einwohner. Eine Eisenbahnlinie verbindet die Stadt seit 1884 mit Buenos Aires, ist aber seit dem Aufkommen des Busverkehrs in den 1960er Jahren nicht mehr in Betrieb.
Am 20. April 1934 wurde das römisch-katholische Bistum Mendoza errichtet und 1961 zum Erzbistum Mendoza erhoben. Bischofskirche ist die Catedral Nuestra Señora de Loreto.

## Bevölkerung
Die Stadt Mendoza selbst hat ca. 120.000 Einwohner. Groß-Mendoza mit weit über 1,2 Millionen Einwohnern umfasst außerdem noch Teile der Departamentos Godoy Cruz, Guaymallén, Las Heras, Maipú und Luján de Cuyo. Die meisten Einwohner sind Nachkommen von Spaniern, Italienern und Arabern.

## Wirtschaft und Infrastruktur

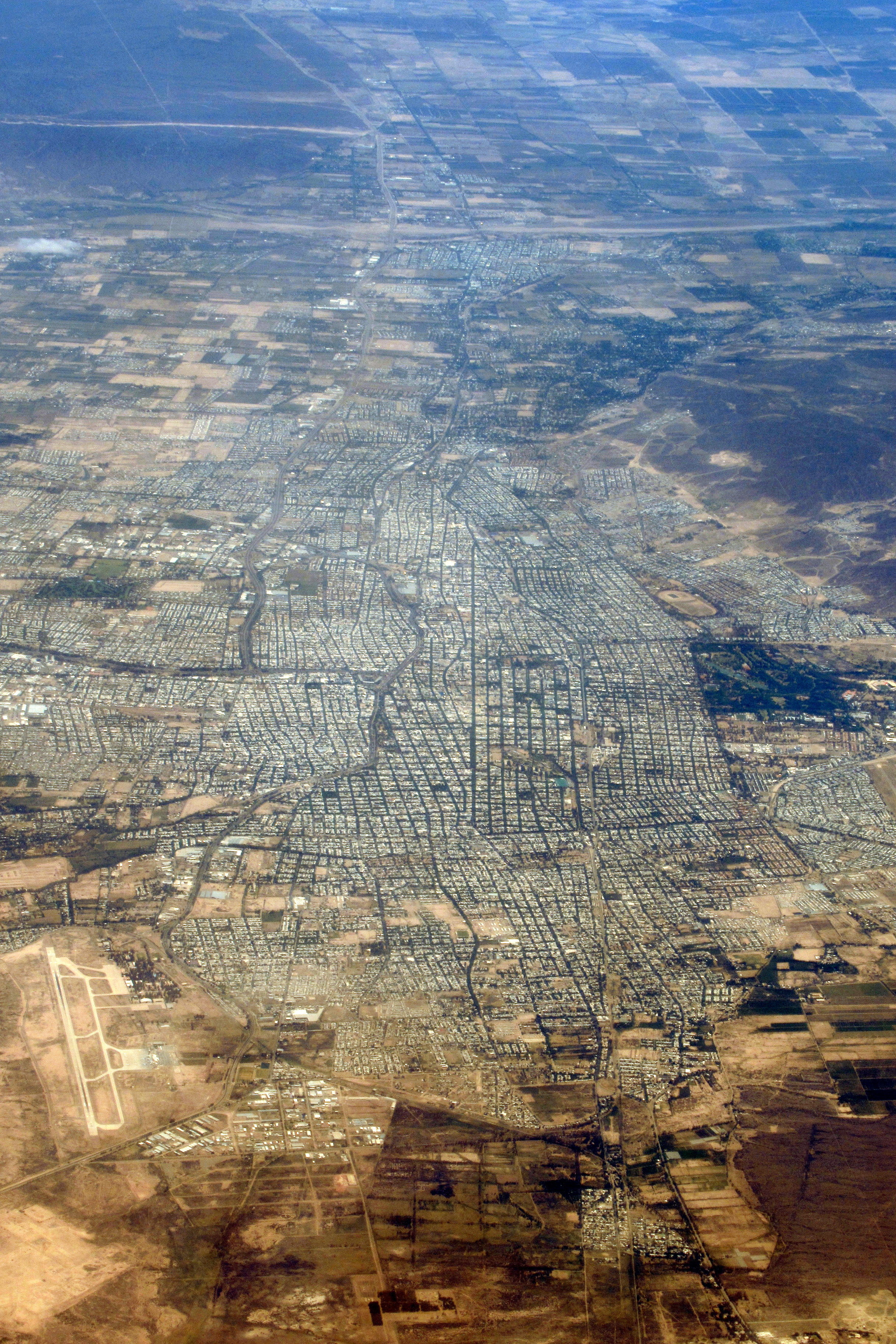
Mendoza (Stadtzentrum und Flughafen El Plumerillo) gesehen von Norden, aus 11 km Höhe, beim Vorbeiflug nach Santiago de Chile.

### Wirtschaftssektoren
Der dominierende Wirtschaftszweig ist der Weinbau und die daraus resultierende verarbeitende Industrie. Die Kellereien generieren 50 % der Exporterlöse Mendozas und stehen für 80 % des argentinischen Weinexports. Weiterhin ist die Erdölförderung und -verarbeitung von Bedeutung (Raffinerie in Luján de Cuyo). Zudem gilt Mendoza als das Tor zu Chile mit dem nahe gelegenen Großraum Santiago de Chile und ist daher eine wichtige Handelsmetropole.

### Verkehr

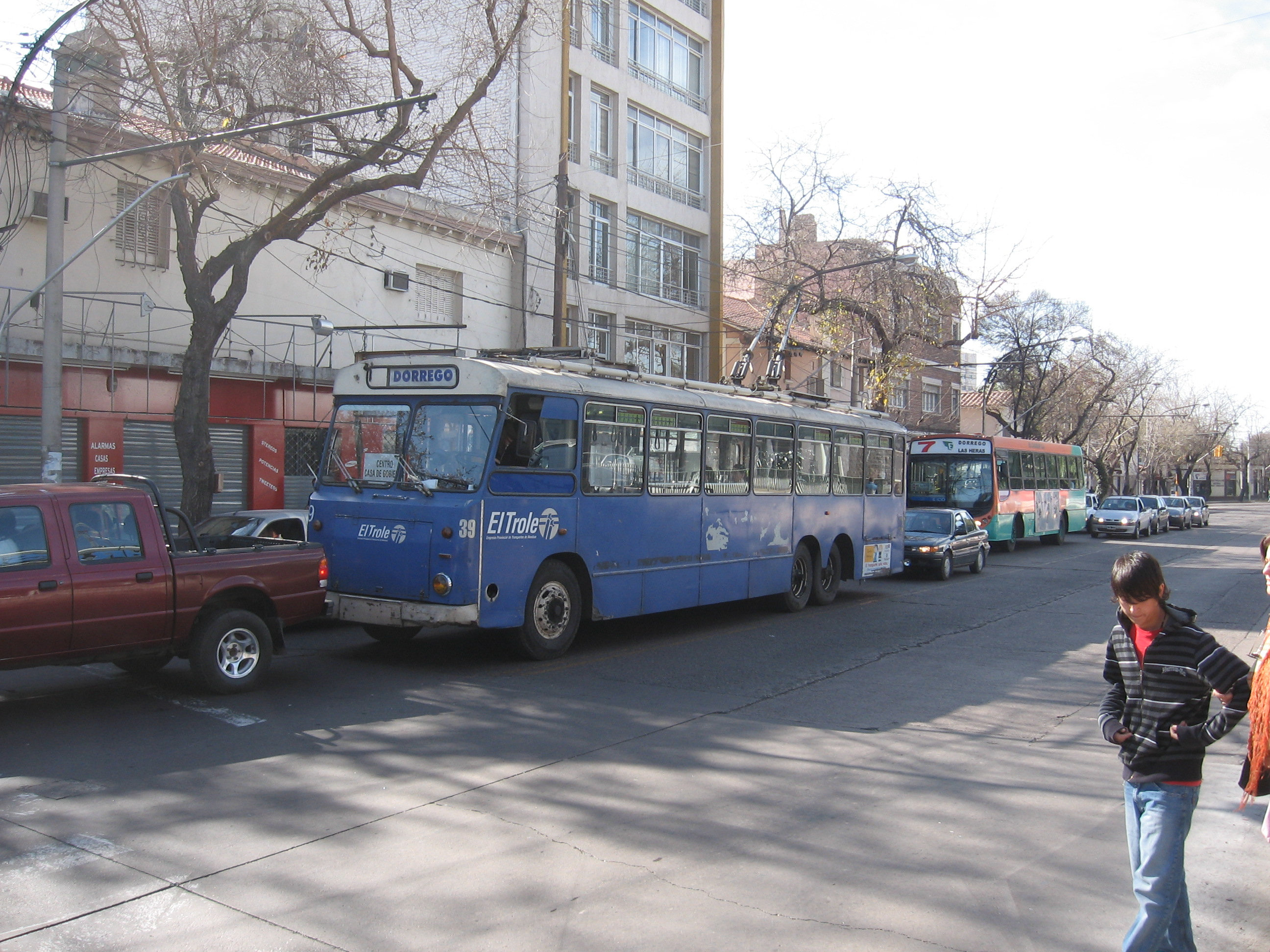
Ein aus Deutschland stammender Obus vom Typ Trolleybus Solingen

Der Flughafen El Plumerillo im nördlichen Vorort Las Heras ist der wichtigste Flughafen Westargentiniens, obwohl die Verbindungen seit der Argentinien-Krise stark ausgedünnt wurden. Daneben besteht noch im Westen der Stadt der Aeroparque Ciudad Mendoza.
Der öffentliche Nahverkehr wird seit dem Ende der Straßenbahn 1965 von Bussen abgewickelt, seit 1958 verkehrten außerdem bis zur Stilllegung 2021 Oberleitungsbusse. Im Jahr 2006 wurde der Bau einer Stadtbahn nach europäischem Vorbild, der Metrotranvía Mendoza (abgekürzt MTM), beschlossen, die zum Teil auf den alten Straßenbahngleisen verkehrt und nach Verzögerungen 2012 eröffnet wurde. Der Betrieb wird zunächst mit aus San Diego abgegebenen Wagen vom Typ U2 durchgeführt.

### Bildung
Mendoza ist Sitz der Hochschulen Universidad de Mendoza, Universidad Champagnat und Universidad Nacional de Cuyo. Außerdem befindet sich hier eine Außenstelle der Päpstlichen Katholischen Universität von Argentinien.

## Kultur und Sehenswürdigkeiten
Bekannteste Veranstaltung in der Stadt ist das Fest der Weinlese, welches seit 1936 im Sommer und Frühherbst jedes Jahres über drei Monate hinweg stattfindet. Die Festlichkeiten erreichen ihren Höhepunkt im März, wenn im Amphitheater von Mendoza Musik- und Tanzveranstaltungen stattfinden und eine Weinkönigin aus den Kandidatinnen der verschiedenen Departamentos der Provinz gewählt wird.
Mit einer Größe von 400 Hektar ist der General-San-Martín-Park der älteste Park in der Provinz Mendoza. Dort befindet sich auf dem Cerro de la Gloria das Denkmal für die Armee der Anden. 1996 wurde er zum geschützten städtischen Umweltbereich erklärt.

## Städtepartnerschaften
- Miami-Dade County, Florida, USA

## Söhne und Töchter der Stadt
- Giovanni Battista Gargantini (1891–1985), Politiker, Vizegouverneur von Rivadavia[5]
- Samuel Guaycochea (1903–1973), Militär und Diplomat
- Hugo Fregonese (1908–1987), Regisseur
- Hugo Romani (1919–2016), Sänger
- Alberto Calderón (1920–1998), Mathematiker
- Leo Marini (1920–2000), Sänger
- Antonio di Benedetto (1922–1986), Schriftsteller
- Rodolfo Galé (1928–1972), Tangosänger
- Julio Le Parc (* 1928), Künstler
- Quino (1932–2020), Cartoonist
- Susy Leiva (1933–1966), Tangosängerin
- Enrique Dussel (1934–2023), Philosoph, Historiker, Theologe
- Luis Artime (* 1938), Fußballspieler
- Mario Rodríguez Cobos (1938–2010), Schriftsteller (Pseudonym Silo)
- Juan Giménez (1943–2020), Comiczeichner
- José Alejandro Scolaro (* 1946), Herpetologe und Ornithologe
- Jorge Marziali (1947–2017), Cantautor
- Luis Alberto Ramos (* 1953), Fußballspieler
- Francisco Ugarte (* 1959), argentinisch-chilenischer Fußballspieler
- María Jimena Trotteyn (* 1975), Wirbeltier-Paläontologin
- Diego Rivarola (* 1976), argentinisch-chilenischer Fußballspieler
- Martín Astudillo (* 1977), Fußballspieler
- Javier di Gregorio (* 1977), Fußballspieler
- Diego Pozo (* 1978), Fußballspieler
- Martín Alund (* 1985), Tennisspieler
- Neri Cardozo (* 1986), Fußballspieler
- Silvina D’Elía (* 1986), Hockeyspielerin
- Enzo Pérez (* 1986), Fußballspieler
- Leandro Benegas (* 1988), Fußballspieler
- Matías Banco (* 1989), Fußballspieler
- Franco di Santo (* 1989), Fußballspieler
- Rodrigo Cara (1990–2016), Musiker
- Ramiro Funes Mori (* 1991), Fußballspieler
- Lucas Masoero (* 1995), Fußballspieler
- Leandro Paris (* 1995), Leichtathlet
- Taty Castellanos (* 1998), Fußballspieler
- Manuel Peña López (* 1998), Tennisspieler
- Marco Di Cesare (* 2002), argentinisch-italienischer Fußballspieler
- Lautaro Pastrán (* 2002), argentinisch-chilenischer Fußballspieler